# Museo de la Anchoa y de la Sal
El Museo de la Anchoa y de la Sal es un museo del municipio de La Escala (Gerona) incluido en el Inventario del Patrimonio Arquitectónico de Cataluña.

## El museo
El Museo de la Anchoa y de la Sal se inauguró en 2006 como institución dedicada a la recuperación, la conservación y la difusión del patrimonio cultural material e inmaterial de La Escala, en especial, la importante tradición saladora del pueblo. A través del proyecto “El Hilo de la Memoria” se trabaja para preservar y difundir la historia oral de La Escala.
Edita regularmente la revista Fulls d’Història Local, catálogos de exposiciones y videos de grabaciones de personas mayores, y organiza también la Fiesta de la Sal desde 1997, en conmemoración del III Centenario del Alfolí de la Sal. Es el acto más importante de difusión del patrimonio inmaterial de La Escala, con implicación de la comunidad y que atrae a multitud de visitantes por su autenticidad. Cada tercer sábado de septiembre, en el escenario natural de la playa del antiguo puerto, el pueblo de La Escala hace un homenaje a los antepasados pescadores y saladores con una muestra de oficios marineros, canciones tradicionales y danzas como la Farandola y el Baile del Dragón.

## Recorrido

### La Sal
La visita al museo empieza con un audiovisual introductorio sobre el proceso de pesca y la posterior elaboración de la salazón de anchoa y sardina, con imágenes en movimiento de películas de principios del siglo XX y de la Fiesta de la Sal, con música del cantautor Josep Tero. En la primera sala del museo se explica cómo se extrae la sal de la naturaleza, su comercialización y cómo llega al antiguo puerto de La Escala en grandes pailebotes de cabotaje, procedente de las salinas de Ibiza o de Torrevieja. La sal se descargaba en el edificio del Alfolí, el almacén real de la sal, para ser distribuida a los pueblos del interior. El Alfolí, actualmente en curso de restauración, propició el crecimiento demográfico y urbanístico de La Escala en el siglo XVIII.

### La pesca con los sardinales
A finales del siglo XVI se tiene noticia en La Escala de la introducción de un nuevo arte de pesca que facilitó las capturas de sardina y anchoa. Las chalupas, conocidas como sardinales, aparejadas con la vela latina, salían dos veces al día a pescar y practicaban lo que se conocía como pesca a la deriva. La Escala fue el pueblo de la provincia de Gerona con más embarcaciones dedicadas a este arte, con más de cien chalupas varadas en la arena del antiguo puerto. Antiguas redes de sardinales, relingas de corchos, brújulas, boyas de vidrio, entre otros objetos ejemplifican todo este proceso.

### La pesca con traíñas
A partir de 1920 empezó a adoptarse un nuevo sistema de pesca de pescado azul que procedía del Cantábrico, donde se conocía como traíña o trainera. En Cataluña se llama de teranyina (telaraña) por similitud. También a partir de 1923 empezaron a incorporarse motores en las embarcaciones más grandes. Esto hizo desaparecer paulatinamente la dependencia de la fuerza del viento en las velas y de los brazos con los remos.
El nuevo sistema consistía en una red de 200 a 500 metros de largo por unos cuarenta de alto que capturaba el pescado por cerco. Se necesitaban dos barcas: la grande, o traíña, a bordo de la cual iban de cinco a diez marineros, y una más pequeña, el bote de luces, conducida por un solo hombre: el llumeter (encargado de la luz). Las dos barcas salían juntas y cuando llegaban al lugar donde podían capturar un banco de sardina o anchoa, atraído por las luces del bote, enganchaban un extremo de la red a la embarcación pequeña, mientras la grande daba una vuelta soltando la red y rodeando el pescado. A continuación, se cerraba por debajo y quedaba una gran bolsa con el pescado dentro. Después, se subía el pescado a la superficie donde se capturaba con los salabres. Finalmente, se ponía en cajas y se cubría de hielo. De este modo, cuando llegaban a puerto ya no tenían que desenmallar. Actualmente, hay seis traíñas en La Escala y, lo que ayer era abundancia de pescado y dificultad tecnológica, se ha invertido completamente y hoy los pescadores se enfrenten a nuevos retos y a un futuro incierto a causa de la falta de pescado.

### La subasta o encante del pescado
Cuando llegaba a la playa, el pescado se subastaba. En la subasta acudían los saladores y otros compradores. Con una gradación decreciente empezaba la cantinela de los números del precio: 25, 24, 23... Hasta que al primer “¡Yo!”, se interrumpía, ya que significaba que un comprador estaba interesado. Una vez vendido, el pescado se llevaba a los salines, para ser conservado en sal, o salía hacia otros mercados, como el de Barcelona.
En la época de los sardinales, el pescado se contaba por cuatrincas, o de cinco en cinco, y se ponía en cestos. Cada cesto era una cuenta. Las pescaderas también llenaban las cestas y hacían la venta en la plazoleta del Pescado. En la época de las traíñas se ponían en el suelo las cajas de pescado y allí mismo se subastaba. Actualmente se hace en la lonja del pescado del puerto de La Clota, donde ya se ha informatizado el proceso de la subasta.

### La salazón de la anchoa y la sardina
Desde que existe el puerto de La Escala está documentada la salazón de pescado. Los primeros salines o fábricas de salazón se establecieron alrededor de la playa y del puerto d’En Perris. Cuando llegaban las barcas de pesca, la playa hervía de actividad. Los saladores compraban la anchoa y la sardina y los pescadores la transportaban hacia los salines, donde la actividad continuaba toda la noche para poder salir hacia los mejores mercados al día siguiente. En el registro de matrículas industriales de 1847 La Escala contaba con diez industrias dedicadas a esta actividad que figuraban con el nombre de Fomentadores de Pesca y Salazón. Saladores de La Escala fundaron industrias en el País Vasco (Bermeo). También se establecieron en Llansá, Rosas, Palamós, Tosa de Mar y Sant Feliu de Guíxols. Antiguamente, se exportaba mucho a Italia, principalmente a Génova, donde se encontraba el mercado principal de la anchoa.
La salazón de anchoa continua todavía hoy con siete industrias, situadas fuera del núcleo urbano, en la entrada sur y en La Closa del Llop, que dan trabajo a más de doscientas personas, mayoritariamente mujeres, a lo largo del año. El sistema de salazón es el mismo que en la antigüedad, sin aditivos ni conservantes, pero adaptado a las nuevas normas de sanidad.

## Objetos destacados
- Pebetero de la Fiesta de la Sal. Pieza de cerámica utilizada durante la celebración de la Fiesta de la Sal, para que el grupo de danza invitado pueda verter en el interior del pebetero la sal de su país o región. En las diversas ediciones se ha contado con la presencia de grupos de Ibiza, Grecia, Hungría, Andorra, Argelia, Francia... Durante la fiesta, se bailan danzas ancestrales originarias de La Escala como el Baile del Dragón o la Farandola, además del Baile de Nyacres, originario del golfo de Rosas.[7]
- Caldereta de plata. Instrumento de plata cedido por la parroquia de San Pedro de La Escala que se utilizaba para realizar la bendición de la sal en todas las casas del pueblo. La ceremonia del Salpàs se hacía el lunes de Pascua, y el cura, seguido de los monaguillos, bendecía con agua y sal las entradas de todas las casas para alejar las enfermedades o los malos espíritus.[8]
- Barca de madera aparejada como una chalupa de sardinales. Barca de madera construida por el avi Vadoret de las dársenas Sala de La Escala, de principios del siglo XX, con vela triangular o latina. En las chalupas de sardinal faenaban dos o tres hombres y con las redes de sardinal capturaban los bancos de pescado, que chocaban con las redes siguiendo la dirección del sol. Una vez enredado, pescado y red se ponían encima de la barca y, una vez en el puerto, había que desenmallar, sacar uno a uno todo el pescado y a continuación subastarlo y venderlo.[9]
- El Menut Patot. El fotógrafo Josep Esquirol i Pérez (1874-1931) inmortalizó la vida cotidiana de La Escala de finales del siglo XIX y principios del siglo XX. Una de las series más conocidas es la de las Cabezas de estudio, fotografías de antiguos pescadores que se encontraban sentados en el banco del Si no fos (Si no fuera), como el Menut Patot, vestido con ropa impermeable y fumando en pipa, que se ha convertido en la imagen del pescador de principios del siglo XX. En el archivo se custodian cerca de tres mil negativos en placa de cristal de Josep Esquirol.[10]
- Caldero metálico para el tinte. Hasta la introducción de las fibras sintéticas, las redes de algodón se llevaban a teñir. Se hacía durante las noches de luna llena, cuando los pescadores no podían salir a pescar porque la luz no dejaba amontonar el pescado. Se hacía hervir agua de lluvia con corteza de pino dentro de las calderas, e impregnaban las redes con el jugo resultante, y se llevaban a secar a los tendederos. La lignina de la corteza de pino las impermeabilizaba y las hacía más resistentes, a la vez que las teñía con el característico color marrón oscuro.[11]
- Agujas para remendar redes. Las redes también tenían que extenderse cada vez que llegaban del mar para que se secaran y poder repasar los agujeros que habían hecho los delfines o las rocas del fondo. Esta tarea mayoritariamente la realizaban las mujeres: las remendadoras. Y para hacerlo utilizaban agujas de red. Para armar las redes más espesas o más anchas, dependiendo del tipo de pescado que se quería pescar, utilizaban las bruscas o mols (piezas de madera de varios tamaños).[12]
- Cesta. Cesta honda hecha con una estructura de ramas de tamarisco o de olivo, con malla de mimbre u otros materiales, que las mujeres llevaban encima de la cabeza o en la cintura, junto con las balanzas, para llevar el pescado a vender, tanto en las masías como en los pueblos de alrededor o los mercados más cercanos, como Figueras, La Bisbal o Gerona.[13]
- Subasta o encante del pescado. Influenciado por el trabajo de Josep Esquirol, a quien consideraba un maestro, Joan Lassús (1901-1996) también documentó numerosos rincones de La Escala, y destacó en la fotografía de paisajes. Captó el tipismo de las barcas de traíña en el puerto, la vida cotidiana y los cambios urbanísticos. El archivo incluye más de 15.000 negativos de Joan Lassús, que contribuyen a la documentación de la historia de La Escala, desde la Guerra Civil, los inicios del turismo y hasta 1996, año de su muerte.[14]
- Artesa o mesa de madera. Mesa de madera con borde perimetral y ángulo con pendiente para escurrir el caldo y el caldo del pescado, sobre la cual se realizaban los diferentes procesos de la salazón del pescado azul, como quitar las agallas de la anchoa, hacer tarros de anchoa o cascos de sardina en salazón. Eran de madera y se limpiaban con sosa. Con el tiempo, se fueron forrando con plástico, para facilitar su limpieza, hasta hoy, que son de acero inoxidable.[15]
- Etiqueta de papel impreso para los tarros de anchoa. Existían muchas pequeñas fábricas de salazón en La Escala, algunas con etiqueta propia. La fábrica de salazón de Joan Callol i Callol, Ratxalet, estaba ubicada en el puerto antiguo. La etiqueta en cuestión, en catalán, es de antes de la Guerra Civil, y se podía leer “Anxoves en salmorra” (‘Anchoas en salmuera’) con un dibujo de la salida de las barcas de sardinales del antiguo puerto de La Escala, donde todavía se puede ver el edificio del Salvavidas que se derribó en 1934.[16]